# Laphria radicalis
Laphria radicalis är en tvåvingeart som beskrevs av Walker 1857. Laphria radicalis ingår i släktet Laphria och familjen rovflugor. Inga underarter finns listade i Catalogue of Life.